# Llac Starnberg
El llac Starnberg (en alemany : Starnberger See) és un llac localitzat a Baviera, a poc més de 25 km al sud-oest de Múnic. Fins a l'any 1962 era conegut com a llac Würm (en alemany: WürmSee). Fa 21 km de nord a sud i entre 3 i 5 km d'oest a est, amb una superfície total de 56 km². És el segon llac més important d'Alemanya per volum d'aigua emmagatzemada, després del llac Constança, per raó de la seva gran profunditat, tot i que per superfície és el cinquè llac més gran després del llac Constança, el llac Müritz, el llac Chiem i el llac Schwerin. Està a una altitud de 580 msnm i hi neix el riu Würm, a la població del mateix nom que el llac.

## Classificació

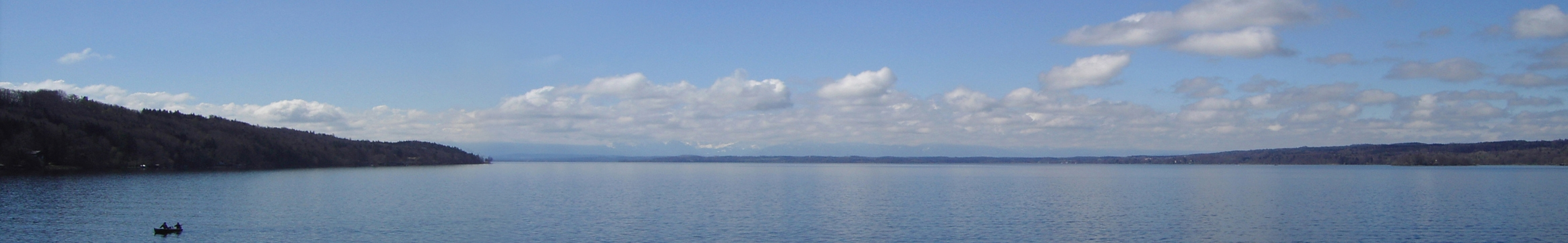
Vista del llac Starnberg amb els Alps al fons.

El llac Starnberg va ser designat com aiguamoll d'importància internacional, protegit pel Conveni de Ramsar el 26 de febrer de 1976 (núm 94: Starnberger See) 47°45'N 11° 8'E . La zona protegida abasta 5.720 ha. Té una elevació de 584 msnm. És un gran llac d'aigua dolça, subjecte a fluctuacions estacionals. Es troba en una vall glacial, envoltat per preses de morrenes. Té zones de canyar i és important perquè les aus migratòries s'hi aturen i hi passen l'hivern.

## Fets
En aquest llac hi va morir ofegat el rei Lluís II de Baviera. El llac també és esmentat en el poema The Waste Land (1922) de T.S. Eliot.